# Алі Гуталі
Алі Гуталі — туніський дипломат. Надзвичайний і Повноважний Посол Тунісу в Україні за сумісництвом.

## Життєпис
Закінчив Віденську дипломатичну академію, Туніський національний інститут державного управління та Інститут національної оборони. Володіє арабською, французькою, англійською, німецькою та іспанською мовами.
У 1981 році вступив на дипломатичну службу.
У 1991—1997 рр. — радник з питань дипломатії в адміністрації президента Туніської республіки.
У 1997—2000 рр. — посол Тунісу в Аргентині, Чилі та Уругваї.
У 2000—2001 рр. — очолював консульський департамент МЗС Тунісу.
У 2001—2003 рр. — директор департаменту у справах Азії МЗС Тунісу.
У 2003—2008 рр. — посол Тунісу в ПАР, Зімбабве, Намібії, Ботсвані, Маврикії, Малаві, Лесото, Свазіленді, Мозамбіку, Замбії, Анголі.
У 2008—2010 рр. — займав посаду генерального директора з політичних, економічних питань та питань співпраці з арабськими країнами, з арабськими і ісламськими організаціями МЗС Тунісу.
У 2011 році — працював генеральним директором Дипломатичного інституту підготовки фахівців і досліджень.
З січня 2012 — Надзвичайний і Повноважний Посол Тунісу в РФ.
6 грудня 2012 року — вручив вірчі грамоти Президенту України Віктору Януковичу.

## Громадська робота
- Президент Туніської Асоціації дипломатів. Виконавчий член Арабо-аргентинського інституту культури. Співзасновник і керівник «Ділового форуму послів в Південній Африці». Почесний громадянин багатьох міст Аргентини і Чилі. Член міжнародного клубу мандрівників GIGV (відвідав 64 країни).

## Автор публікацій
Автор численних публікацій і досліджень. Читав лекції в Тунісі і за кордоном з питань і тем, пов'язаних з міжнародними відносинами. Магістр в галузі лінгвістики та перекладу. Магістр в галузі політичних наук.

## Нагороди та відзнаки
- Туніський орден Республіки,
- Орден «За заслуги» (Франція)
- «Гранд Круз» ордена незалежності Аргентини.